# Пете Ахонен
Пете Ахонен (на фински: Pete Ahonen) е финландски музикант и автор на песни. Той става известен като гласа на групата „Бърнинг Пойнт“ (заедно с Ните Вало) и като основател на „Гоуст Машинъри“.
Ентусиазмът на Ахонен да свири на китара започва, когато неговият приятел изсвирва Number of the Beast на „Айрън Мейдън“ на китара. Най-голямото му музикално влияние са немските хевиметъл групи от 80-те години като „Аксепт“, „Скорпиънс“, „Рънинг Уайлд“ и „Хелоуин“. Той свири кавъри на Ингви Малмстийн, „Куинзрайк“, „Айрън Мейдън“, „Дио“, „Уайтснейк“ и „Джудас Прийст“, както други влияния.
Ахонен се присъединява към „Бърнинг Пойнт“ като певец и китарист през 1999 г. Той основава „Гоуст Машинъри“ през 2002 г., докато прави песни, които не отговарят на пауърметъл стила на „Бърнинг Пойнт“. „Гоуст Машинъри“ издава дебютния си албум Haunting Remains през 2004 г. Групата „Старгейзъри“ се ражда по-късно по подобен начин на „Гоуст Машинъри“. Първият албум на „Старгейзъри“, Eye on the Sky, е издаден през 2011 г.

## Дискография

### С Burning Point
- Salvation by Fire (2001)[3]
- Feeding the Flames (2003)[3]
- Burned Down the Enemy (2006)[3]
- Empyre (2009)[3]
- The Ignitor (2012)[3]
- Burning Point (2015)[3]
- The Blaze (2016)[3]
- Arsonist of the Soul (2021)[3]

### С Ghost Machinery
- Ghosts in the Castle (2003)[3]
- Haunting Remains (2004)[3]
- Ghosts in the Castle pt. II (2008)[3]
- Out for Blood (2010)[3]
- Evil Undertow (2015)[3]

### Със Sarcofagus
- Back from the Valley of the Kings, трак 14 – 16 (2013)[3]

### Със Stargazery
- Dying / Rescue (2007)[3]
- Eye on the Sky Guitars (2011)[3]
- Stars Aligned (2015)[3]
- Sinners in Shadows (2019)[3]
- Constellation (2020)[3]